# Pterolophia toekanensis
Pterolophia toekanensis là một loài bọ cánh cứng trong họ Cerambycidae.